# 고전기 마야의 붕괴
고전기 마야의 붕괴(Classic Maya collapse)란 고고학에서 7세기-9세기 사이에 고전기 마야 문명이 쇠퇴하고 남마야 저지의 도시들이 버려진 현상을 말한다. 이로써 티칼・칼라크물・팔렝케・코판 등 종래의 마야 중심지들은 유령도시가 되었고, 치첸이트사・마야판・욱스말을 비롯한 유카탄반도 일대가 새로운 중심지가 되었다. 메소아메리카 고고학에서 "고전기"라고 하면 기원후 250년에서 900년까지를 일컬으며, 이 고전기의 마지막 100여년을 종말고전기(Terminal Classic)라고 한다. 고전기 마야의 붕괴는 아직까지 풀리지 않은 고고학계 최대의 난제 중 하나다. 
"붕괴"라고는 하지만, 마야 문명 자체가 이 때 망한 것은 아니었으며, 다만 중심지가 북부로 이동했을 뿐이다. 붕괴 이후 치첸이트사는 제국적 정체를 수립해서 일시적으로 마야 문명권을 통일했고, 마야판과 오슈말도 번영을 누렸다.